# Tauerngasleitung
Die Tauerngasleitung (TGL) war ein Erdgaspipelineprojekt zur Verbindung der Hochdruck-Erdgasnetze in Deutschland und Italien. Nördlicher Ausgangspunkt sollte in der Nähe von Haiming/Burghausen sein. Dort war auch die Verbindung zur Penta-West geplant. Im Süden sollte in der Nähe von Arnoldstein die Verbindung zur Trans-Austria-Gasleitung erfolgen. Geplant waren eine Länge von ca. 290 km und ein Nenndurchmesser von 900 mm. Die Fertigstellung hätte 2017 erfolgen sollen.
Getragen wurde das Projekt von einem Konsortium (Tauerngasleitung GmbH) aus Energie AG Oberösterreich (15,99 %), Kelag (6,11 %), RAG (10,66 %), Salzburg AG (15,99 %), TIGAS-Erdgas Tirol (5,09 %) und E.ON Ruhrgas (46,17 %).
Da das dritte Energiepaket der EU eine weitgehende Entflechtung zwischen vertikal integrierten Gasunternehmen und Gasfernleitungsbetreibern vorschreibt, versuchte das Konsortium neue Gesellschafter zu finden. Da dies nicht gelang, wurden das Projekt 2014 eingestellt und das Unternehmen liquidiert.